# Football Club Flora 2021
Questa voce raccoglie le informazioni riguardanti il Football Club Flora Tallinn nelle competizioni ufficiali della stagione 2021.

## Stagione
- In campionato il Flora Tallinn termina al secondo posto (77 punti), dietro al Levadia Tallinn (78) e davanti al Paide (62).
- In coppa nazionale viene eliminato in semifinale dal Paide (0-0 e poi 4-5 ai rigori).
- In supercoppa nazionale batte il Paide (1-0) e vince per l'11ª volta l'Eesti Superkarikas.
- In Champions League supera il primo turno battendo i maltesi dell'Hibernians (5-0 complessivo), poi viene eliminato al secondo turno dai polacchi del Legia Varsavia (1-3 complessivo).
- In Europa League viene eliminato al terzo turno dai ciprioti dell'Omonia (2-2 complessivo e poi 4-5 ai rigori).
- In Conference League supera il turno di spareggi battendo gli irlandesi dello Shamrock Rovers (5-2 complessivo) accedendo alla fase a gironi: inserito nel gruppo B con Gent, Partizan e Anorthōsis si classifica al 4º posto con 5 punti.

## Maglie e sponsor
La divisa casalinga era composta da una maglia verde con rifiniture bianche, pantaloncini bianchi e calzettoni verdi. Quella da trasferta era invece composta da una maglia bianca con rifiniture nere, pantaloncini bianchi e calzettoni bianchi.
| Casa | Trasferta |

## Rosa
| N. |                    | Ruolo | Calciatore                |
| -- | ------------------ | ----- | ------------------------- |
| 1  | Estonia (bandiera) | P     | Ingmar Krister Paplavskis |
| 2  | Estonia (bandiera) | D     | Märten Kuusk              |
| 4  | Estonia (bandiera) | D     | Marco Lukka               |
| 5  | Estonia (bandiera) | C     | Vladislav Kreida          |
| 7  | Estonia (bandiera) | A     | Sten Reinkort             |
| 8  | Estonia (bandiera) | A     | Henrik Ojamaa             |
| 9  | Estonia (bandiera) | A     | Rauno Alliku (capitano)   |
| 10 | Estonia (bandiera) | C     | Martin Miller             |
| 11 | Estonia (bandiera) | A     | Rauno Sappinen            |
| 14 | Estonia (bandiera) | C     | Konstantin Vassiljev      |
| 16 | Estonia (bandiera) | D     | Erko Tougjas              |
| 17 | Estonia (bandiera) | A     | Mark Anders Lepik         |
| 20 | Estonia (bandiera) | A     | Sergei Zenjov             |
| 21 | Estonia (bandiera) | C     | Rocco Shein               |

| N. |                    | Ruolo | Calciatore       |
| -- | ------------------ | ----- | ---------------- |
| 22 | Estonia (bandiera) | A     | Taanel Usta      |
| 23 | Estonia (bandiera) | C     | Henri Välja      |
| 24 | Estonia (bandiera) | D     | Henrik Pürg      |
| 25 | Estonia (bandiera) | D     | Ken Kallaste     |
| 26 | Estonia (bandiera) | C     | Kristo Hussar    |
| 27 | Estonia (bandiera) | D     | Michael Lilander |
| 28 | Estonia (bandiera) | C     | Markus Soomets   |
| 31 | Estonia (bandiera) | P     | Karl-Romet Nomm  |
| 32 | Estonia (bandiera) | P     | Matvei Igonen    |
| 35 | Estonia (bandiera) | C     | Markus Poom      |
| 43 | Estonia (bandiera) | D     | Markkus Seppik   |
| 72 | Estonia (bandiera) | C     | Herol Riiberg    |
| 73 | Estonia (bandiera) | C     | Danil Kuraksin   |
| 77 | Estonia (bandiera) | P     | Kristen Lapa     |